# シェイクスピアの生家
シェイクスピアの生家(英語: Shakespeare's Birthplace)はイングランドウォリックシャー州、ストラトフォード・アポン・エイヴォンのヘンリー・ストリートにある16世紀のハーフティンバー様式を復元した家である。ウィリアム・シェイクスピアが1564年に生まれ、幼少期を過ごした場所ではないかといわれている。シェイクスピアの生家は現在、シェイクスピア・バースプレイス・トラストが所有、管理し、小さな博物館として一般公開されている人気の観光地である。

## 説明

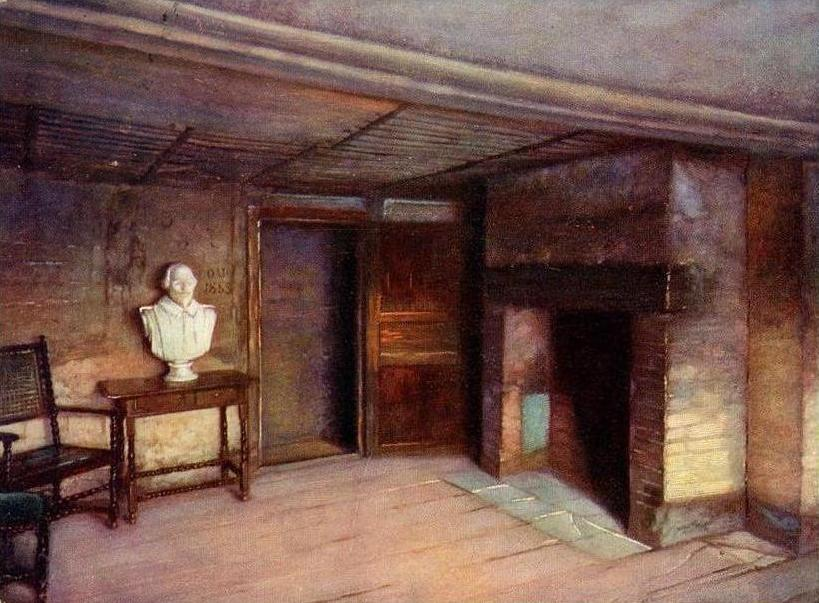
シェイクスピアが生まれた場所であるといわれる2階の部屋。1903年、撮影者不明。

家自体は比較的質素なものであるが、16世紀後半としてはかなりしっかりとした家屋であったと考えられている。ウィリアムの父であるジョン・シェイクスピアは、皮手袋商人であり羊毛仲介業者であった。そして、その家はもともとジョンが同じ敷地内で仕事ができるように2つに分かれていた。
その家は建築的に目立つものではなく、木枠のまわりの小舞壁はその時代に特有のものであった。アーデンの森からその地域のオークが、ウィルムコートから青灰色の石が使用され、一方で大きな暖炉は煉瓦と石という珍しい組み合わせで作られた。1階は石敷きの床でできている。
この家の当初の設計案はシンプルな長方形であった。北西から南東にかけて1階には、暖炉のある客間、大きな覆いのない炉のある隣の大広間、それらをつなぐ廊下、そして恐らくジョン・シェイクスピアの作業場として使われていた部屋がある。この配置は大広間からのびる階段から行ける3つの部屋によって2階に反映されており、おそらく階段があった場所は現在も階段がある大広間と同じである。伝統にのっとり、客間の上の部屋は浴室である。今日ではジョーン・ハートのコテージとして知られている離れた単スパンの家は生家の北西の端に建てられている。そして現在のキッチンはコテージの上の部屋の後ろに付け加えられた。

## 歴史

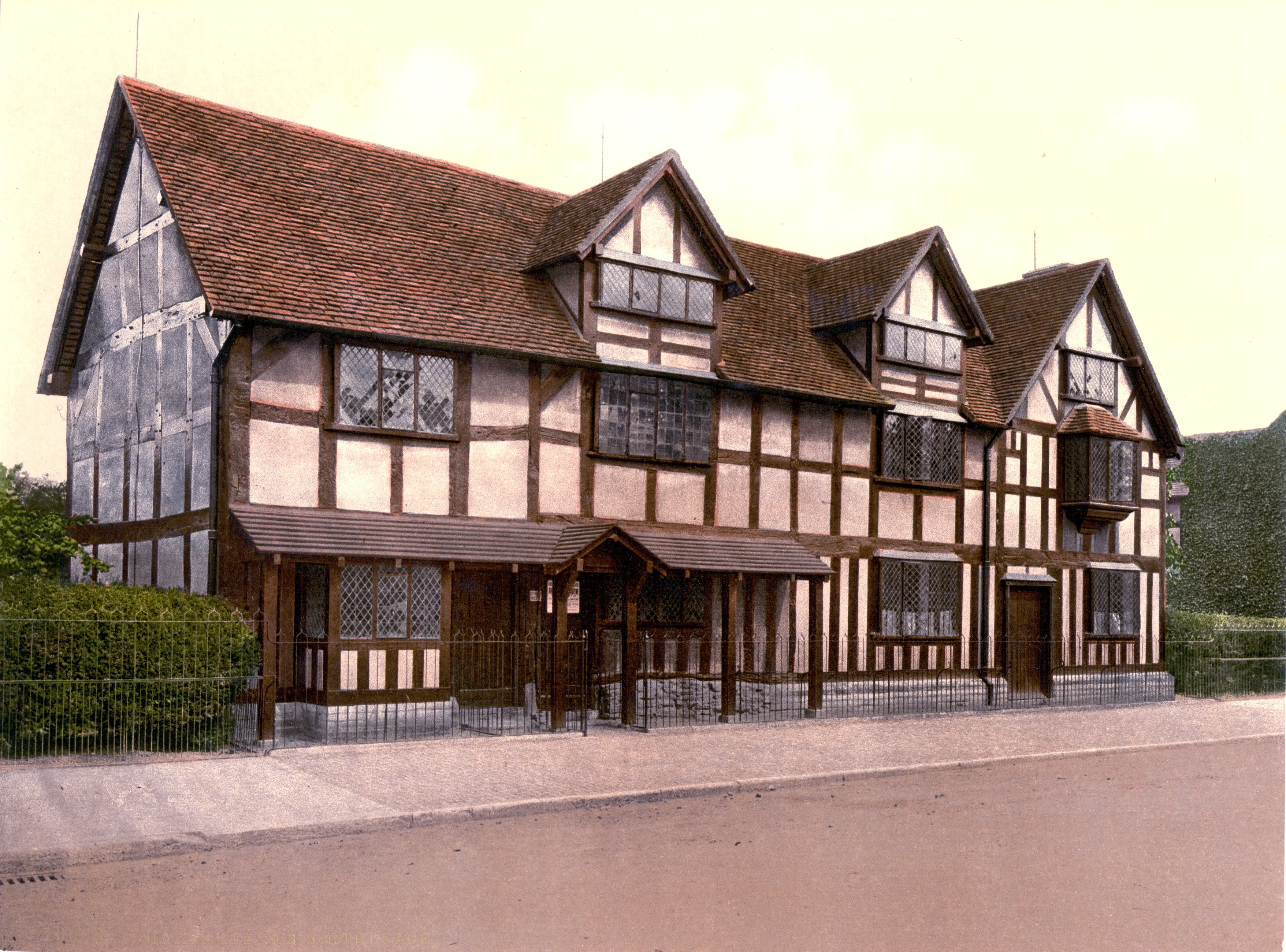
シェイクスピアの生家
(1890年〜1905年)

この家の起源については様々な見解が存在する。そしてそれは恐らく15世紀まで遡るかもしれないが、16世紀中頃に建てられた可能性が高い。
1552年にジョンは家の外に大量の汚物を放置したことで罰金を科せられたという記録があり、そのことはジョンが当時その家に住んでいたということを証明している。その家が最終的にウィリアムの娘に受け継がれるまで、家族はそこで生活をしていた。ウィリアムが1564年に生まれたことを考えると、確証はないにせよ彼がその家で生まれ育った可能性はかなり高い。

### 所有者

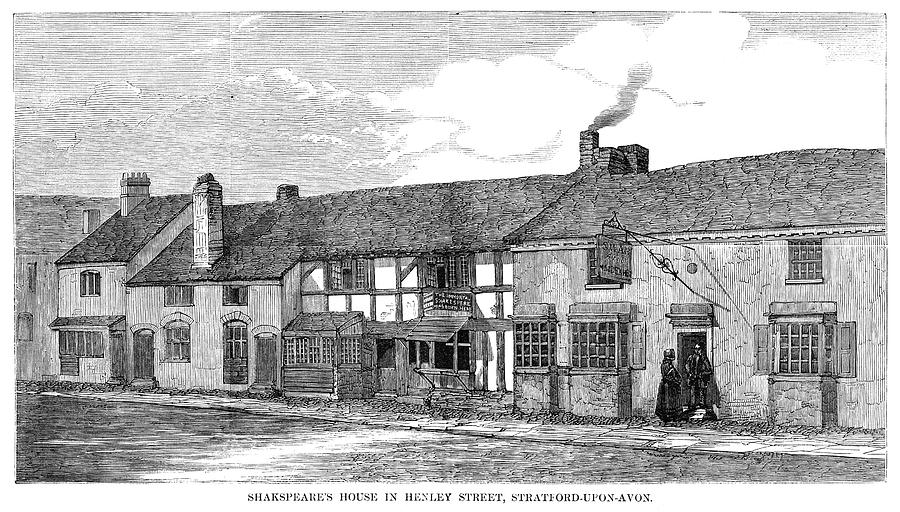
復元前のシェイクスピアの生家(1847年)エドワード・ダンカンによって描かれたものにならって、W・J・リントンによって彫版印刷された。

ジョンが死んだことにより、ウィリアムがこの家の所有者となった。しかしながら、その頃にはウィリアムは既にストラトフォードにニュー・プレイスを所有しており、ウィリアム自身や家族にとってヘンリー・ストリートにあるこの家は必要でなかった。そのためメインの家はルイス・ヒコックスに貸した。そしてヒコックスはその家をメイデンヘッド（後のスワン・アンド・メイデンヘッド）として知られる宿屋に改造し、北西の小さいほうの家は住宅用途のために使っていた。1616年にウィリアムが死ぬまで、少し前に寡婦になった妹のジョーン・ハートによって使用されていた。
シェイクスピアの遺言の条件のもと、すべての所有地（宿屋とジョーン・ハートのコテージ）はシェイクスピアの上の娘のスザンナが所有することとなった。1649年にはその所有地はスザンナの唯一の子供であるエリザベスに、そして1670年にはトーマス・ハートに移動した。トーマス・ハートはシェイクスピアの妹ジョーンの子供であり、ハートの家族は1646年に彼女がなくなった後は小さいほうの家を借りて生活をしていた。すべての土地の所有権は1806年までハート家が有していたが、その年に肉屋のトマス・コートに家を売り、コートはスワン・アンド・メイデンヘッドの経営も引き継いだ。小さいほうの家は、1790年代にハートがストラトフォードに引っ越すときにトーマス・ホーンビーという別の肉屋に渡して以来彼が使用していた。 ホーンビー夫人は、1820年に家賃が上がるまでシェイクスピアの生家の賃借人であり管理人であった。

### 買収
家系が途絶えると、その家は18世紀に再び関心が高まるまで荒廃した状態であった。アイザック・ウォッツ、チャールズ・ディケンズ、ウォルター・スコットやトーマス・カーライルはシェイクスピアの生家を訪れ、壁や窓にサインをした著名人である。サインされた壁は塗り替えられてから長い時間が経っているが、サインの多くは今でも家中の窓に残ったままである。来客名簿には、バイロン卿、アルフレッド・テニスン、ジョン・キーツ、そしてウィリアム・サッカレーなども含まれている。

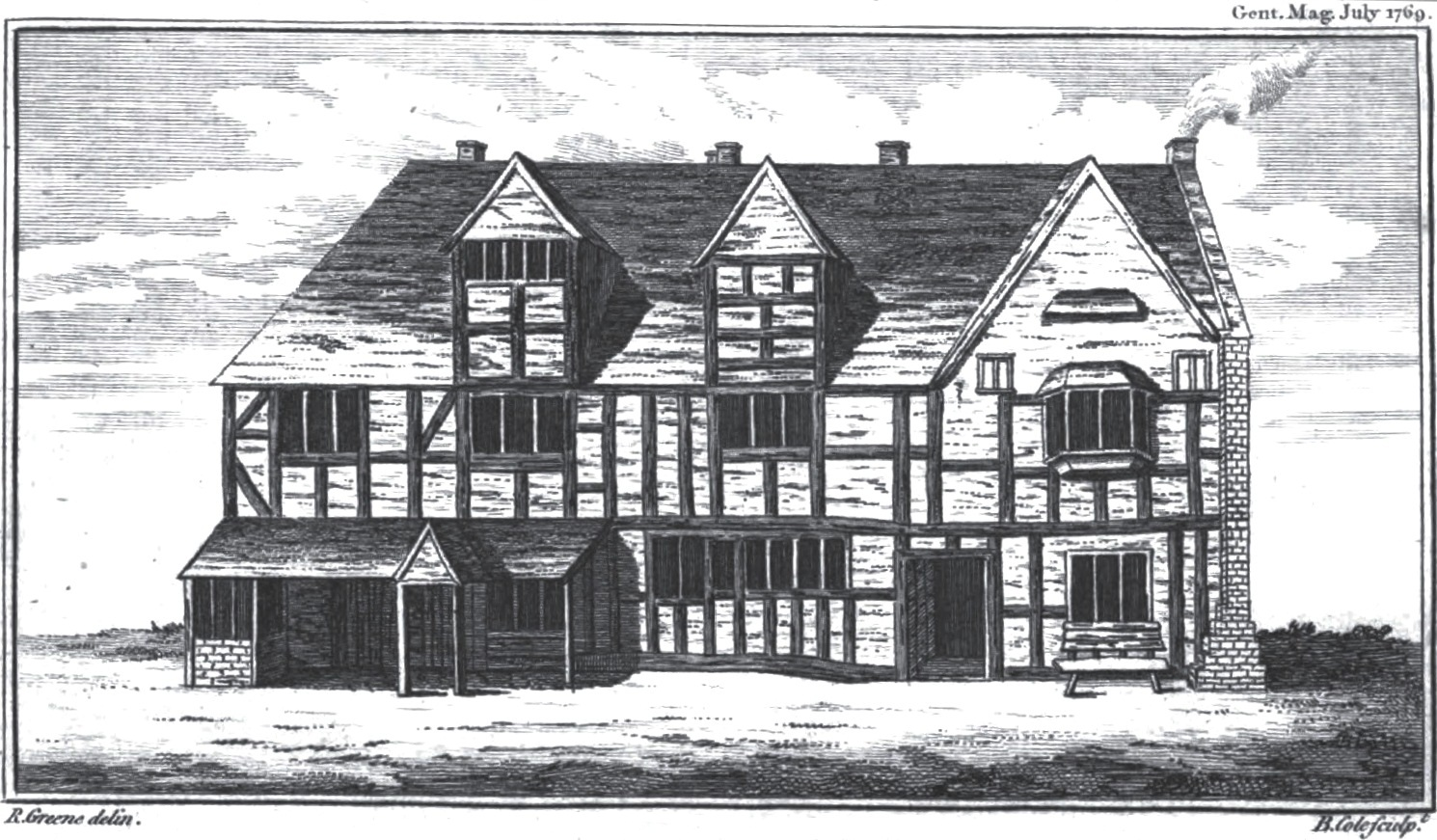
復元はこの彫刻印刷物を元に行われた。これは、リチャード・グリーンによって描かれたものにならってベンジャミン・コールが彫版印刷し、1769年に7月にジェントマン・マガジンより出版された。

1846年にコートの寡婦が死亡し、そのすべての土地が売りに出されたときに使用権の関心は再び高まった。アメリカの興業師であるP・T・バーナムはその家を買い取り、アメリカに「一つ一つ」船で運ぶと申し出た。それに対して、ディケンズのような優れた業績を挙げた人たちの援助とともにシェイクスピアの生家保存委員会（後のシェイクスピア・バースプレイス・トラスト）が結成され、その委員会は必要な3,000ポンドを集め、翌年その家を買い取った。

### 復元
シェイクスピアの生家保存委員会（トラスト）はその家を手にするとすぐに復元作業を始めた。もともと生家は、後で両側に建てられた家とともに長屋を形成していた。そして後で建てられた家の部分から生家へのあらゆる延焼のリスクを避けるために、保存の第一段階として後に建てられた家の部分を壊すことから始めた。
19世紀初頭では生家の正面の一部分はれんがで上から覆われているということが古い写真から明らかになった。これは18世紀のイングランドでは、れんがで再建するときや木造骨組みに取り替えるときの一般的な経済的対案であった。1769年の彫刻を参照し建築の形跡を残すことへの考慮も行っており、1857年から1864年のあいだにトラストによってなされた復元作業は、建物の外観を16世紀の状態に修復した。

## 現在

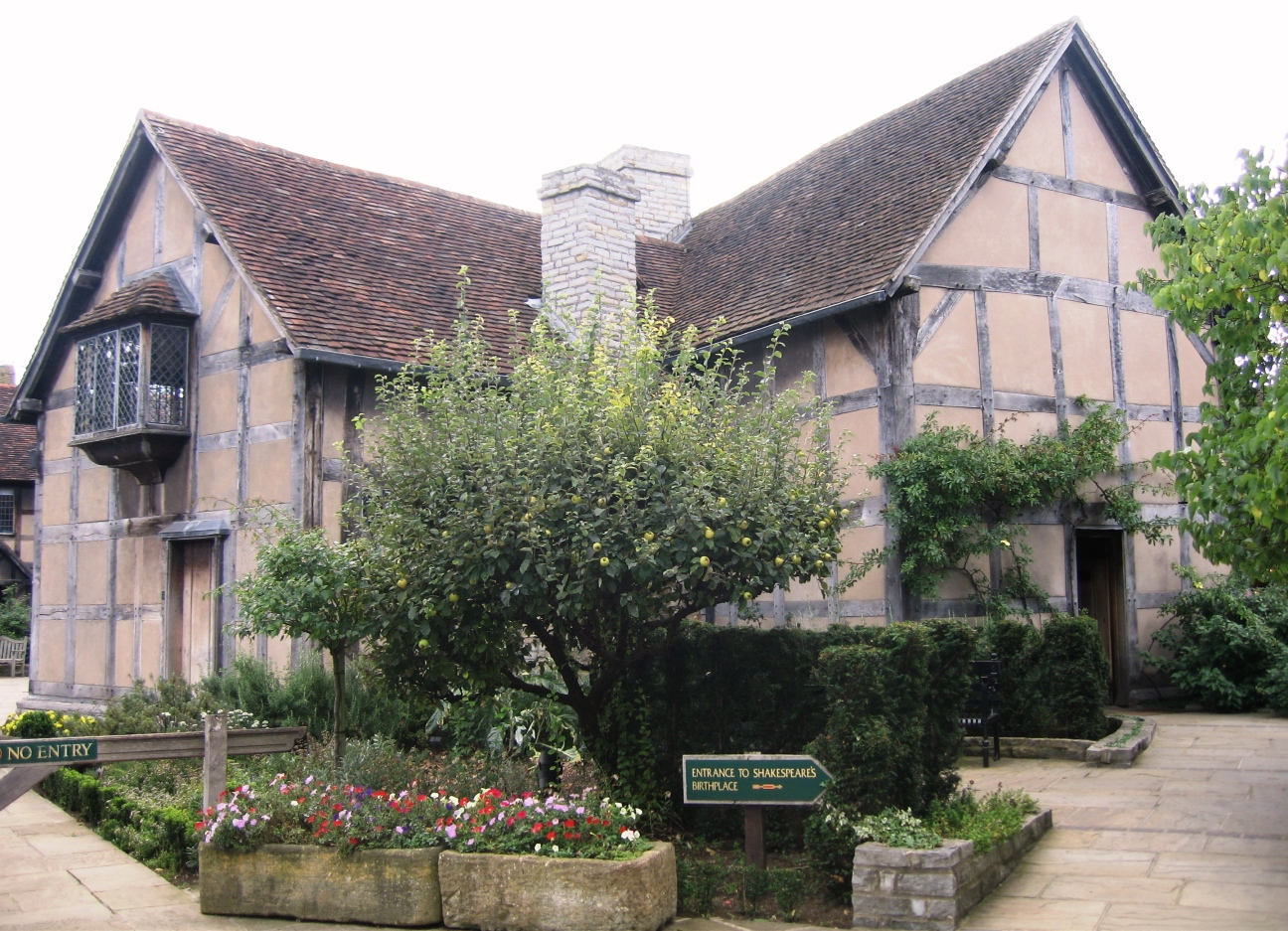
家の裏の庭(2006年撮影)

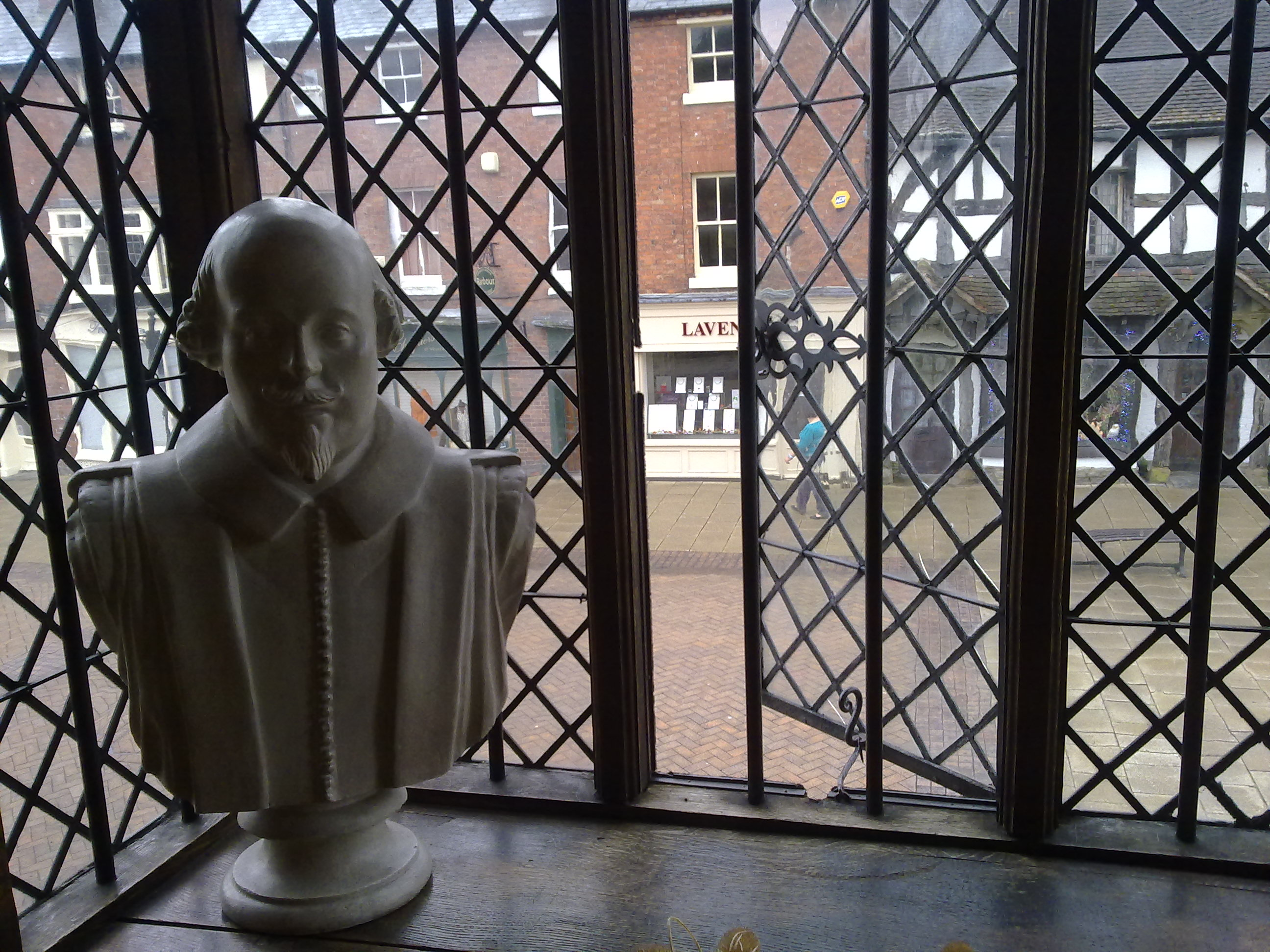
ストラトフォード・アポン・エイヴォンにあるシェイクスピアの生家の、上階からヘンリー・ストリートに向かって見た景色。

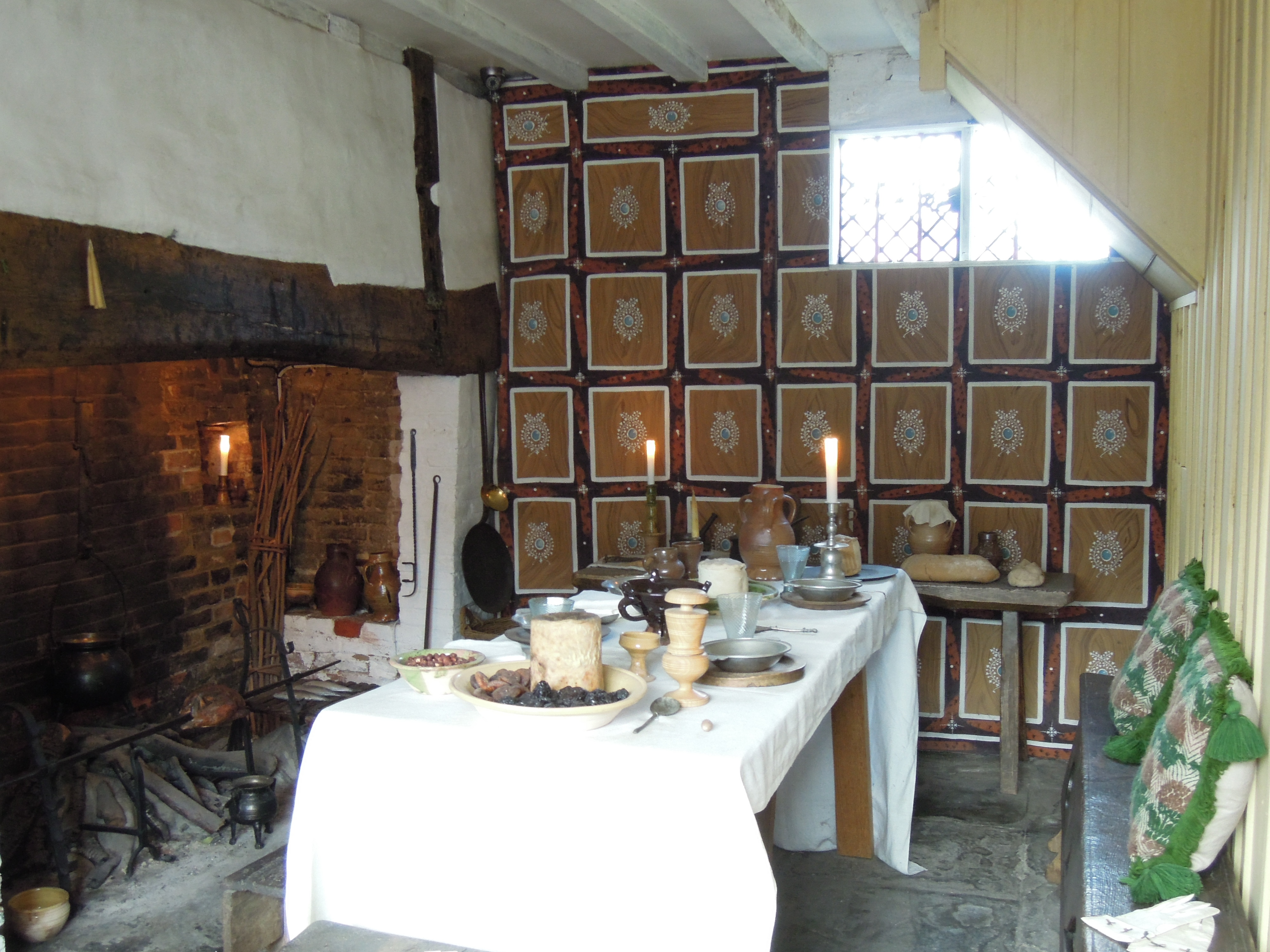
生家の中に再現された当時のダイニングルーム

生家の隣には、シェイクスピア・バースプレイス・トラストによって作られたシェイクスピア・センターがあり、そこには近代的な窓ガラスやコンクリートのビジターセンターなどがある。ライブラリーや資料、コレクションを正しく保管することを目的として1964年に開館したシェイクスピア・センターの立役者には1945年から1989年までトラストの取締役でありOBEであるレヴィ・フォックスがいる。シェイクスピア・センターでは、シェイクスピアに関する物品が展示されており、一般人がシェイクスピア・センターから生家へ入ることも可能である。
生家では、家庭の備え付け家具や、その家を訪れた人たちのサインが何世紀にもわたって刻み込まれたガラス窓や、ジョン・シェイクスピアが皮手袋を作っていた作業場などを備えており、シェイクスピアの時代の家族の生活の光景を見ることができる。 
家の裏にある仕切られた庭には、シェイクスピアの時代にも知られていたであろう草花が植えられている。